# Sopa paraguaia

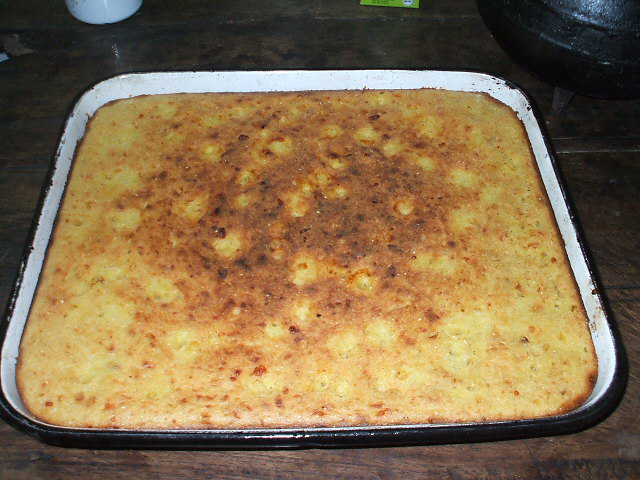
Apesar do nome sopa paraguaia, o prato se trata na verdade de um bolo salgado.

Sopa paraguaia é um bolo de milho salgado muito consumido no Paraguai (é considerado o prato tradicional do Paraguai), Mato Grosso do Sul e no nordeste argentino (províncias de Misiones, Corrientes, Chaco e Formosa).
Além da farinha de milho (as vezes feito com milho ralado, porém feito assim é mais comumente chamado chipa guasú/pastel de milho) , ingredientes como o leite, óleo, queijo em abundância e cebola, assado em forno comum ou de barro. Pode-se acrescentar outros ingredientes como: tomate seco, orégano. Se não tiver milho verde, pode-se utilizar fubá tipo biju ou polentina.

## Variações
O milho utilizado na sopa paraguaia também pode ser moído e se assemelha ao fubá depois de pronto. O milho debulhado e moído fresco é usado na receita do chipa guazú, que é outro tipo de bolo salgado semelhante à sopa paraguaia. Outro aspecto importante é que ou se usa o milho ou o fubá na receita, mas os dois juntos jamais. Para ser uma sopa tipicamente paraguaia o uso do milho é indispensável.
Na região de fronteira entre o Brasil e o Paraguai a sopa paraguaia também é feita utilizando o milho cateto ou saboró, bastante queijo e cebola, assado em forno de barro, conhecido na região como forno Tatakua. Nos locais onde se comemoram os feriados da Semana Santa, é comum que se prepare a sopa paraguaia, junto com chipa e doces em conserva em geral para oferecer aos visitantes nestes dias festivos. 